# Малі Атмені
Ма́лі Атме́ні (рос. Малые Атмени, чув. Пĕчĕк Этмен) — присілок у Чувашії Російської Федерації, у складі Великоатменського сільського поселення Красночетайського району.
Населення — 105 осіб (2010; 127 в 2002, 176 в 1979, 165 в 1939, 208 в 1927, 195 в 1910, 161 в 1897, 113 в 1860).
Національний склад (2002):
- чуваші — 99 %

## Історія
Засновано 19 століття як виселок присілка Великі Атмені. До 1863 року селяни мали статус удільних, займались землеробством, тваринництвом. У кінці 19 століття діяли вітряк та колотовка. 1929 року створено колгосп «Мотор». До 1918 року присілок входив до складу Курмиської (у період 1835-1863 років — у складі Курмиського удільного приказу), а до 1920 року — Красночетаївської волостей Курмиського повіту, до 1921 року — до складу Красночетаївської, до 1926 року — до складу Пандіковської, а до 1927 року — знову до складу Красночетаївської волостей Ядринського повіту. З переходом на райони 1927 року — спочатку у складі Красночетайського, у період 1962–1965 років — у складі Шумерлинського, після чого знову переданий до складу Красночетайського району.